# En vivo (álbum de Ha*Ash)
En vivo é segundo álbum ao vivo e sétimo no geral da dupla americana de música pop country Ha*Ash, composta pelas irmãs Ashley Grace e Hanna Nicole, com lançamento previsto para 6 de dezembro de 2019, pela Sony Music Latin. O álbum foi gravado em uma apresentação da banda no Auditório Nacional em Cidade do México, no dia 11 de novembro de 2018, durante a turnê Gira 100 años contigo, que contou com a participação de Miguel Bosé, Melendi, Prince Royce no palco. Em sua primeira semana de lançamento, o álbum alcançou a primeira posição no México.

## Antecedentes
No final de 2017, Ha*Ash anunciou as primeiras datas da nova turnê intitulado Gira 100 años contigo pela promoção do álbum 30 de febrero. Começou oficialmente em 24 de fevereiro de 2018 em Viña del Mar e posteriormente passou pelo México, Panamá, El Salvador, Guatemala, Costa Rica, EUA, Argentina, Chile, Uruguai, Equador, Peru, Colômbia e Espanha. Devido à boa recepção de seus seguidores, as cantores foram anunciados esporadicamente mais datas para os últimos meses de 2018 e novas datas para o ano de 2019 e 2020.

## Divulgação e promoção
A intenção de lançar um DVD ao vivo da turnê Gira 100 años contigo foi anunciada pela primeira vez no Programa de TV Cuéntamelo ya! em 6 de setembro de 2018, em que a cantora da banda, Hanna Nicole, informou que o show no México estava sendo filmado para um lançamento em DVD.
A data de lançamento, o título e a obra de arte foram divulgados em 26 de novembro de 2019. As pré-encomendas do álbum começam em 28 de novembro na Apple Music  e no Spotify. Em 29 de novembro de 2019, houve sorteios para ganhar ingressos para uma exibição exclusiva do filme.

## Conteúdo
En Vivo apresenta performances do show de Ha*Ash em apoio do seu quinto álbum 30 de Febrero, lançado em dezembro de 2017. O repertório do concerto consiste em alguns temas dos primeiros álbuns de estúdio da dupla, distribuídos entre duas faixas do álbum Ha*Ash (2003), três do segundo álbum Mundos Opuestos (2005), um de Habitación Doble (2008) e três de A Tiempo (2011). A outra parte do repertório contou com grande parte de suas músicas de seu primeiro álbum ao vivo Primera fila: Hecho realidad (2014) e o quinto álbum de estúdio em 30 de febrero (2017), com um número de cinco e seis faixas, respectivamente. Instrumentalmente, foram ouvidas melodias das músicas "Esta mujer" e "¿Qué haré con este amor?", músicas do terceiro e quarto álbum de estúdio. Além disso, eles tocaram a música "Destino o casualidad" da cantor espanhol Melendi em colaboração com a dupla e a faixa "Si tu no vuelves" de Miguel Bosé.

## Lista de faixas
Versão padrão (2 CD/DVD)
| Disco 1 (CD) |                                                  |                                                   |         |  |
| N.º          | Título                                           | Compositor(es)                                    | Duração |  |
| 1.           | "Estés en donde estés"                           | Áureo Baqueiro · Salvador Rizo                    | 3:15    |  |
| 2.           | "¿De dónde sacas eso?"                           | Ashley Grace · Hanna Nicole · José Luis Ortega    | 3:24    |  |
| 3.           | "Amor a medias"                                  | Baqueiro · Salvador Rizo                          | 4:13    |  |
| 4.           | "Ojalá"                                          | Ashley · Hanna · Paolo Stefanoni · Pablo Preciado | 3:46    |  |
| 5.           | "Sé que te vas"                                  | Ashley · Hanna · Preciado                         | 3:59    |  |
| 6.           | "Todo no fue suficiente"                         | Ashley · Hanna · Yoel Henríquez                   | 2:34    |  |
| 7.           | "¿Qué me faltó?"                                 | Ashley · Hanna · Ortega                           | 3:24    |  |
| 8.           | "Destino o casualidad" (participação de Melendi) | Melendi                                           | 4:26    |  |
| 9.           | "Dos copas de más"                               | Ashley · Hanna · Preciado                         | 3:34    |  |
| 10.          | "Eso no va a suceder"                            | Ashley · Hanna · Edgar Barrera                    | 4:10    |  |
| 11.          | "¿Qué hago yo?"                                  | Soraya                                            | 3:44    |  |

| Disco 2 (CD) |                                                  |                                                                      |         |  |
| N.º          | Título                                           | Compositor(es)                                                       | Duração |  |
| 1.           | "Me entrego a ti"                                | Soraya                                                               | 4:17    |  |
| 2.           | "No pasa nada"                                   | Ashley · Hanna · Ortega                                              | 3:21    |  |
| 3.           | "Te dejo en libertad"                            | Ashley · Hanna · Ortega                                              | 4:51    |  |
| 4.           | "Si tú no vuelves" (participação de Miguel Bosé) | Miguel Bosé · Lanfranco Ferrario · Massimo Grilli                    | 5:30    |  |
| 5.           | "Ex de verdad"                                   | Ashley · Hanna · Beatriz Luengo                                      | 3:51    |  |
| 6.           | "Odio amarte"                                    | Ashley · Hanna · Baqueiro                                            | 3:29    |  |
| 7.           | "100 años" (participação de Prince Royce)        | Ashley · Hanna · Geoffrey Rojas · Andy Clay · Erika Ender            | 3:14    |  |
| 8.           | "Lo aprendí de ti"                               | Ashley · Hanna · Ortega                                              | 3:27    |  |
| 9.           | "No te quiero nada"                              | Baqueiro                                                             | 4:48    |  |
| 10.          | "Perdón, perdón"                                 | Ashley · Hanna · Ortega                                              | 3:39    |  |
| 11.          | "30 de Febrero"                                  | Ashley · Hanna · Abraham Mateo · Santiago Hernández · Rafael Vergara | 5:38    |  |

| Disco 3 (DVD) |                                                  |         |  |
| N.º           | Título                                           | Duração |  |
| 1.            | "Estés en donde estés"                           | 3:19    |  |
| 2.            | "¿De dónde sacas eso?"                           | 3:24    |  |
| 3.            | "Amor a medias"                                  | 4:17    |  |
| 4.            | "Ojalá"                                          | 3:46    |  |
| 5.            | "Sé que te vas"                                  | 4:01    |  |
| 6.            | "Todo no fue suficiente"                         | 2:37    |  |
| 7.            | "¿Qué me faltó?"                                 | 3:23    |  |
| 8.            | "Destino o casualidad" (participação de Melendi) | 4:23    |  |
| 9.            | "Dos copas de más"                               | 3:33    |  |
| 10.           | "Eso no va a suceder"                            | 4:12    |  |
| 11.           | "¿Qué hago yo?"                                  | 3:44    |  |
| 12.           | "Me entrego a ti"                                | 4:15    |  |
| 13.           | "No pasa nada"                                   | 3:22    |  |
| 14.           | "Te dejo en libertad"                            | 4:20    |  |
| 15.           | "Si tú no vuelves" (participação de Miguel Bosé) | 5:31    |  |
| 16.           | "Ex de verdad"                                   | 3:53    |  |
| 17.           | "Odio amarte"                                    | 3:34    |  |
| 18.           | "100 años" (participação de Prince Royce)        | 3:12    |  |
| 19.           | "Lo aprendí de ti"                               | 3:29    |  |
| 20.           | "No te quiero nada"                              | 4:44    |  |
| 21.           | "Perdón, perdón"                                 | 3:45    |  |
| 22.           | "30 de febrero"                                  | 4:32    |  |

## Desempenho nas tabelas musicais

### Posições
| Chart (2019)      | Posição |
| ----------------- | ------- |
| México (Amprofon) | 1       |